# Pilherodius pileatus
L'airone dal cappuccio (Pilherodius pileatus (Boddaert, 1783)) è un uccello appartenente alla famiglia degli Ardeidi. È l'unica specie nota del genere Pilherodius .

## Descrizione
Questo airone presenta un aspetto molto particolare e inconfondibile, che lo distingue da tutti i membri della sua famiglia: possiede un lungo becco con la punta sfumata di verdastro e rosa, e con il resto di un azzurro molto appariscente, che "sconfina" con una zona glabra dello stesso colore che comprende anche la zona oculare; come indica il nome, dalla base del becco si innalza una fronte piuttosto alta, che termina in un cappuccio nero. Inoltre, alla fine di questo cappuccio, spuntano fuori due caratteristiche lunghe e sottili penne bianche, tenute sempre abbassate: il collo e di un giallo limone che diventa molto iridescente durante la stagione riproduttiva, in particolare nei maschi, mentre il resto del piumaggio è di un candido bianco sporco; le zampe sono grigio-carnicine. Gli esemplari adulti misurano in genere fino a 60 centimetri e i due sessi non si distinguono né nella livrea né nelle dimensioni.

## Distribuzione e habitat
Vive nella fascia tropicale del Sudamerica, dall'istmo di Panama fino al Brasile, lasciando prive della sua presenza solo la porzione australe del continente e la Catena delle Ande: abita largamente ogni habitat palustre, dalle lagune costiere fino alle paludi salmastre dell'interno, dalla pianure ricche di acquitrini fino alla foresta umida; lo si può trovare da solo o in coppia.